# Martin Raguž
Martin Raguž (ur. 2 marca 1958 w Stolacu) – bośniacki polityk pochodzenia chorwackiego, premier Bośni i Hercegowiny w latach 2000–2001.

## Życiorys
Do 1975 Raguž uczył się w rodzinnym mieście, w 1980 ukończył studia na Wydziale Nauk Politycznych w Zagrzebiu. W polityce działa od lat 90. XX wieku, od 1992 do 1993 był ministrem do spraw uchodźców i polityki społecznej Bośni i Hercegowiny, do 1994 sprawował funkcję szefa Urzędu do Spraw Uchodźców i Przesiedleńców Bośni i Hercegowiny. Do 2000 jeszcze dwukrotnie sprawował urząd ministra w ministerstwach związanych z uchodźcami i polityką społeczną, a w latach 1995-1996 był ministrem bez teki.
W latach 2000–2001 pełnił funkcję premiera Bośni i Hercegowiny. Następnie od 2002 był trzykrotnie (2002, 2006 i 2012) wybierany do Izby Reprezentantów Bośni i Hercegowiny, gdzie pełnił rolę przewodniczącego i wiceprzewodniczącego, a także był delegatem do Zgromadzenia Parlamentarnego Rady Europy. W 2014 kandydował na stanowisko chorwackiego członka Prezydium Bośni i Hercegowiny, ale nie udało mu się wygrać.
W latach 1993–2006 był członkiem Chorwackiej Wspólnoty Demokratycznej w Bośni i Hercegowinie, później przeszedł do nowo powstałej partii HDZ 1990.

## Życie prywatne
Żonaty z Mariną, ma czworo dzieci: Martinę, Mariję-Katarinę, Roberta i Marko-Leonarda.